# Gundel Mattenklott
Gundel Mattenklott (* 13. Oktober 1945 in Berlin; † 20. April 2024 ebenda) war eine deutsche Literaturwissenschaftlerin und Erziehungswissenschaftlerin sowie Hochschullehrerin.

## Leben
Nach der Promotion zum Dr. phil. 1982 und Habilitation an der FU Berlin 1990 wurde sie Professorin für Musisch-Ästhetische Erziehung an der Universität der Künste Berlin. Dort war sie zuletzt Vizepräsidentin.
Ihre Arbeitsschwerpunkte waren ästhetische Bildung, ästhetische Erziehung in der Grundschule, künstlerische Schaffensprozesse im Bildungsweg, Kinder- und Jugendliteratur. Neben ihrer wissenschaftlichen Tätigkeit besprach Mattenklott Neuerscheinungen, u. a. im Feuilleton der F.A.Z. oder in Literaturen, und sie war Beiträgerin zu JuLit. Ab 2009 gab sie gemeinsam mit Constanze Rora die Zeitschrift Ästhetische Bildung heraus. Zusätzlich zu ihren Monografien publizierte Mattenklott etwa über die Kinderbücher von Erika Mann. 2015 erschien eine Würdigung Mattenklotts unter dem Titel Interesse an der kindlichen Perspektive. Gundel Mattenklott zum 70. Geburtstag.
Gundel Mattenklott und Gert Mattenklott waren verheiratet; ihre Tochter Caroline Torra-Mattenklott ist ebenfalls Literaturwissenschaftlerin.

## Schriften (Auswahl)
- Sprache der Sentimentalität. Zum Werk Adalbert Stifters. Frankfurt am Main 1973, ISBN 3-7997-0222-9.
- Literarische Spaziergänge: Berlin – vom alten in den neuen Westen. SEK I/II, Deutsch, Handreichung für den Literaturunterricht. Berlin 1983, OCLC 251908543.
- Kinder machen Theater. Ein Arbeitsbuch. Berlin 1983, ISBN 3-88025-515-6.
- Zauberkreide. Kinderliteratur seit 1945. Metzler, Stuttgart, 1989, ISBN 978-3-476-00672-1.
- Grundschule der Künste. Vorschläge zur musisch-ästhetischen Erziehung. Baltmannsweiler 2007, ISBN 3-8340-0273-9.